# ターオ・トーンキープマー
ターオ・トーンキープマー（タイ語: ท้าวทองกีบม้า）またはマリー・ギマルド（1664年-1728年）は、17世紀のアユタヤ王朝の高官であったコンスタンティン・フォールコンの妻である。本名はマリア・ギオマール・デ・ピーニャ（Maria Guyomar de Pinha）。日系人である。
マリアの父は当時ポルトガルの植民地だったインドのゴアから来たFanik Guyomar（またPhanik Guimar）と言い、『イギリス人カトリックのピエール・ドルレアン神父への手紙 (Letters of an English Catholic to Pierre d'Orleans)』によれば、かなりの濃い色の肌を持つ人物であり、日本人とベンガル人の間に生まれた子供であり、カトリック教徒であったと報告されている。なお、この時代のアユタヤ王朝の研究者で知られるE.W.ハッチンソンはファーニックを、マリアの母の再婚相手であり、マリアの育ての親としている。
マリアの母は山田ウルスラと言い、祖母はポルトガル人で、祖父はイグネス・マルティンス (Ignez Martinz) という洗礼を持つ肥前国平戸出身の日本人で、キリシタン大名（大友氏であると言われる）の末裔とされる。
1682年にフォールコンの妻になり息子2人を儲けたが、その後1688年のシャム革命でフォールコンが殺されたときポルトガルに逃れようとして官吏に見つかり、捕らえられて2年間牢獄に入った。後に料理の才能を認められ、ターオ・トーンキープマーの官位・欽錫名を与えられ1703年まで王宮の菓子部長となった。
このときポルトガルの菓子をタイに伝えた。伝えた菓子としては、フォーイ・トーン（ฝอยทอง、日本では鶏卵素麺と呼ばれる）、トーン・イップ（ทองหยิบ、卵黄を砂糖で煮て花の形を付けた菓子）、トーン・ヨート（ทองหยอด;、前述の菓子の形を付けたもの）、カノムモーゲーンなどが挙げられる。これらの菓子は現在ではタイの名物となっている。

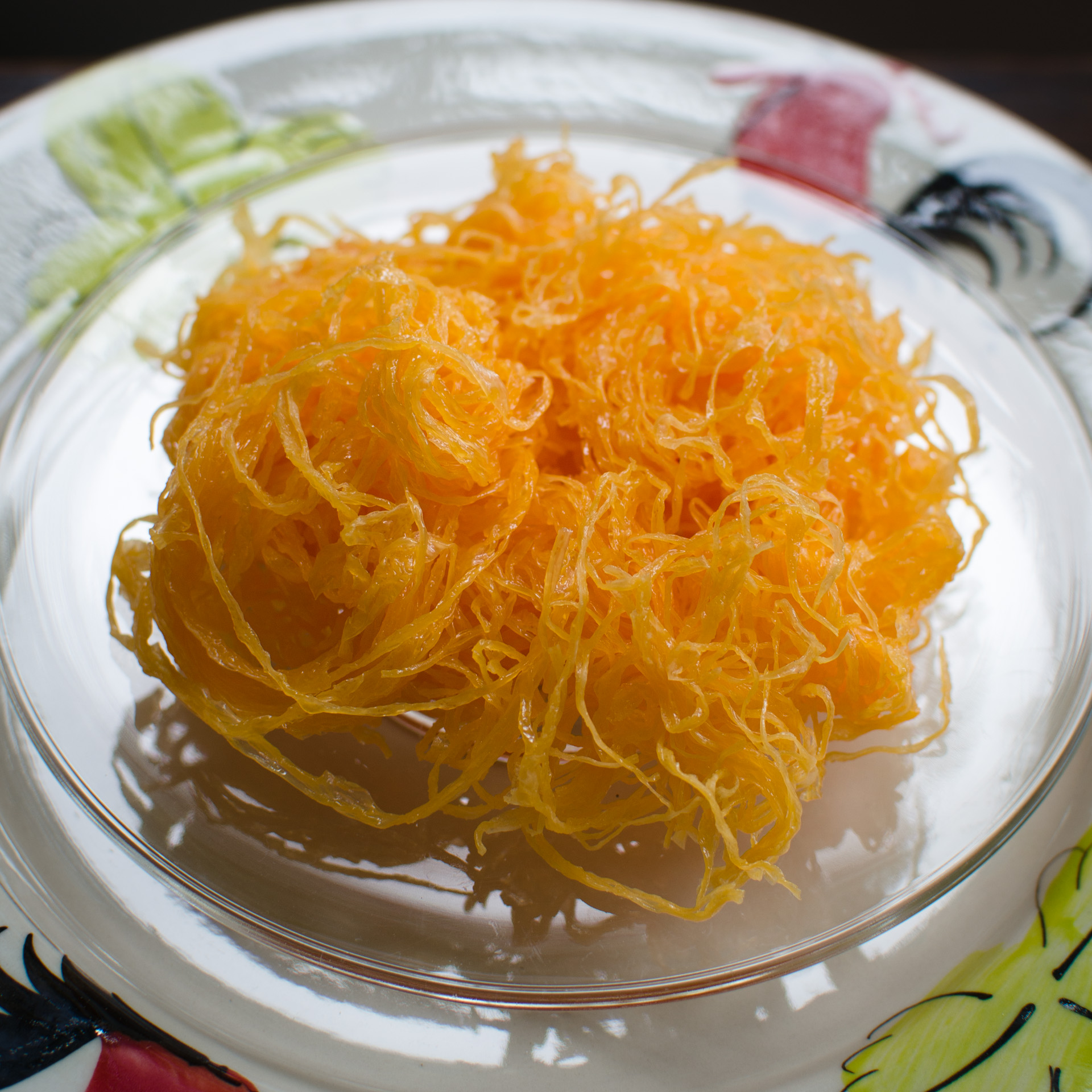
フォーイ・トーン

17世紀までは米粉とココナッツミルクと砂糖が主な原料だったタイの菓子の世界において、初めて小麦粉と牛乳といったヨーロッパの食材と玉子を取り入れ、その上に洋菓子の技法を取り入れた彼女の功績は大きい。
長男のホルヘはアユタヤ宮廷の官僚となった。次男のジョアンも役人となってアユタヤのキリスト教徒監督役を務め、ボーロマコート王子の命でドイツ製オルガンの設置工事を請け負った記録がある。後に次男の未亡人ルイザ・パッサーニャと共に、フォールコンの出資金返還でフランス東インド会社を提訴し、1717年にフランス本国の国務院から賠償金支給を認められた。

## 参考書
- 『ターオ・トーンキープマー』（タイ語）／サンサニー・ウィーラシンチャイ、プラーミン・クルアトーン ISBN 9743229264